# Лос-Мочис (аэропорт)
Междунаро́дный аэропо́рт Лос-Мо́чиса (исп. Aeropuerto Internacional de Los Mochis) или Федера́льный аэропо́рт Валье-дель-Фуерте (исп. Aeropuerto Federal del Valle del Fuerte), (ИАТА: LMM, ИКАО: MMLM) — гражданский аэропорт, расположенный в городе Лос-Мочис (Los Mochis), входящем в мексиканский штат Синалоа (Sinaloa).

## Основные сведения и показатели
Федеральный аэропорт Валье-дель-Фуерте (Международный аэропорт Лос-Мочиса) находится на высоте 5 м над уровнем моря. У него функционирует одна взлётно-посадочная полоса: 09/27 с асфальтовым покрытием (длиной 2000 м и шириной 45 м).
Из аэропорта Лос-Мочиса осуществляются внутренние рейсы в другие города Мексики, включая Гвадалахару, Ла-Пас, Лорето, Масатлан, Мехико, Сан-Хосе-дель-Кабо, Сьюдад-Конститусьон, Тихуану, Чиуауа и Эрмосильо.
В 2011 году полное число авиапассажиров, воспользовавшихся услугами аэропорта Лос-Мочиса, составило 205,8 тысяч человек — на 15,4 % меньше, чем в 2010 году (243,3 тысяч человек).

## Статистика пассажироперевозок
| Год  | Пассажиров (внутренние рейсы), тыс. чел. | Пассажиров (международные рейсы), тыс. чел. | Пассажиров (всего), тыс. чел. |
| ---- | ---------------------------------------- | ------------------------------------------- | ----------------------------- |
| 2010 | 238,6                                    | 4,7                                         | 243,3                         |
| 2011 | 201,0                                    | 4,8                                         | 205,8                         |
| 2012 | 179,1                                    | 4,4                                         | 183,5                         |

## Фотогалерея

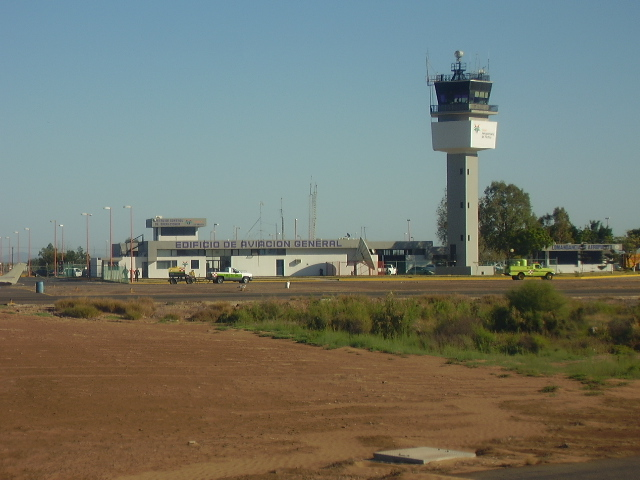
Терминал авиации общего назначения
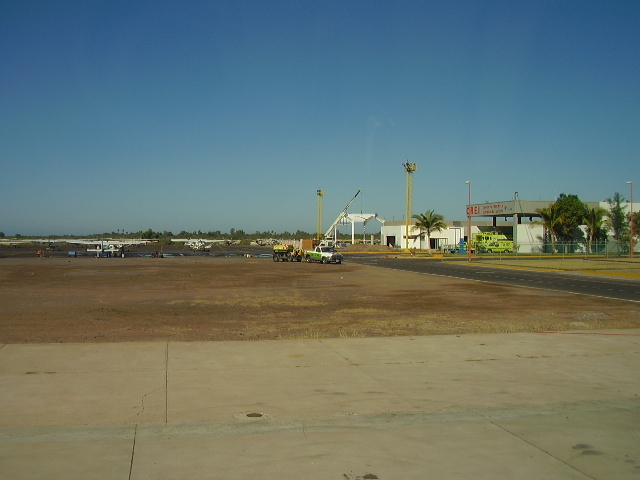
Стоянка авиации общего назначения
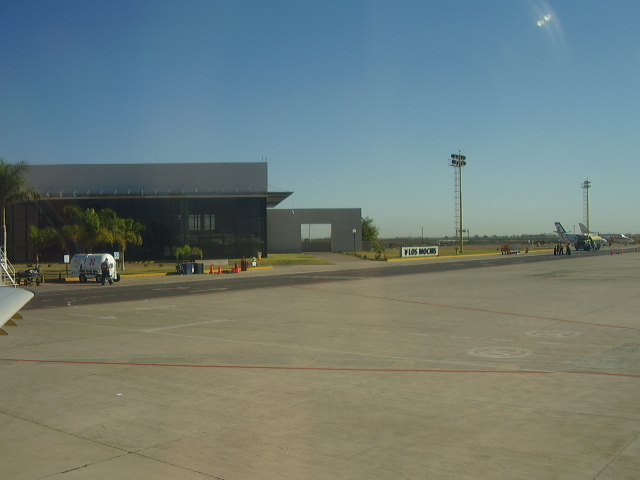
Главный терминал
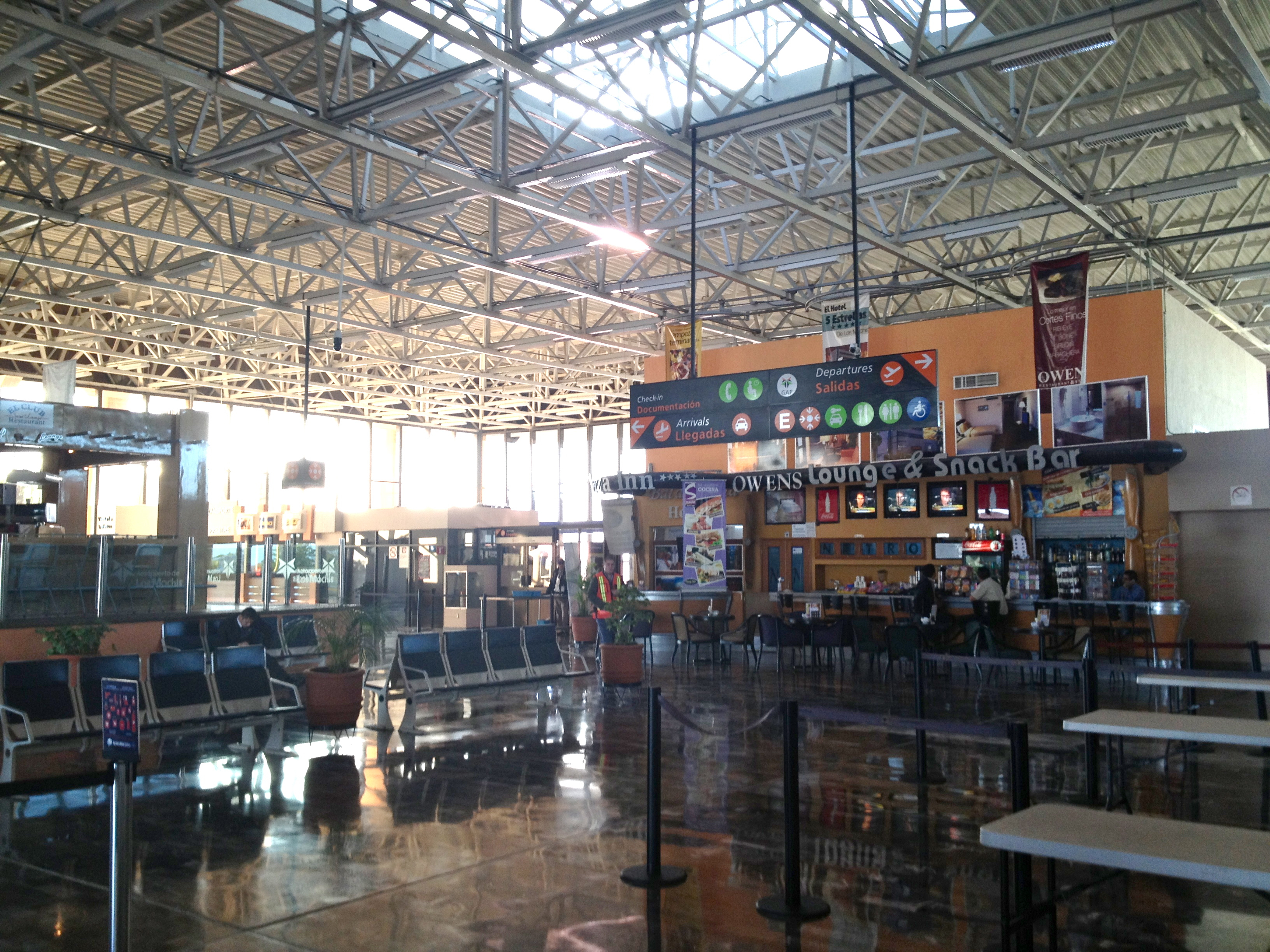
Интерьер аэропорта